# Kissag Muradian
Kissag (imię świeckie Manuk Muradian, ur. 6 listopada 1951 w Aleppo) – duchowny Apostolskiego Kościoła Ormiańskiego, od 1990 biskup Argentyny. 

## Życiorys
W 1968 został wyświęcony na diakona. Święcenia kapłańskie przyjął w 1971. Sakrę biskupią otrzymał 7 października 1990.